# 三代格式
三代格式是日本平安时代编撰的三部律令格式（律令的辅助法）的总称，分别是：《弘仁格式》《貞观格式》《延喜格式》。在中国设立新的格式时，旧的格式要废除，但在日本，并没有废除旧的格式，而是合并使用。《延喜式》制定时虽然规定废除既有的《弘仁式》和《贞观式》，但由于《延喜格》没有相关规定，导致三代格并存，如果不完全研究三代格式，就无法获得必要的法律信息，因此之后编撰《類聚三代格》等汇整书籍，以消除这种不便。

## 三代格式

### 弘仁格式
9世纪初由嵯峨天皇命藤原冬嗣编撰。
- 弘仁格
整理自701年（大宝元年）至819年（弘仁10年）为止编撰的格。部分现在仍存在。
- 弘仁式
整理自701年（大宝元年）至819年（弘仁10年）的式。部分现在仍存在。

### 貞观格式
9世纪中由清和天皇命藤原氏宗编撰。
- 贞观格
820年（弘仁11年）至868年（貞观10年）的詔勅官符集。
869年（贞观11年）编成。现已亡佚。
- 贞观式
871年（贞观13年）编成。现已亡佚。

### 延喜格式
10世纪初由醍醐天皇命藤原时平编撰。
- 延喜格
869年（贞观11年）至907年（延喜7年）的詔勅官符集。
908年（延喜8年）颁布。全12巻，现已亡佚。
- 延喜式
从905年（延喜5年）开始编撰， 927年（延長5年）完成。
于967 年（康保4年）颁布。全50巻。

## 相关项目
- 律令
- 日本律令制

### 日本的律令
- 近江令
- 飛鳥淨御原令
- 大宝律令
- 养老律令
- 刪定律令